# فهد الطالب
فهد الطالب (مواليد 29 أغسطس 2003) هو لاعب كرة قدم سعودي يلعب في نادي النجمة معار من نادي النصر.

## مسيرة اللاعب
مثل نادي العروبة في الفئات السنية والفريق الأول في دوري الدرجة الأولى انتقل إلى نادي النصر في صيف 2023 وأعير إلى نادي النجمة في عام 2024.